# Le Vendeur
Pour plus de détails, voir Fiche technique et Distribution.
Le Vendeur est un film dramatique québécois réalisé par Sébastien Pilote, sorti en 2011.
Il s'agit du premier long métrage de Sébastien Pilote.

## Synopsis
Marcel Lévesque, veuf de soixante-sept ans, travaille comme vendeur chez un concessionnaire d'automobiles.  Meilleur vendeur du mois depuis 15 ans, il règne paisiblement parmi ses coéquipiers.  Hormis son travail, son amour pour sa fille et son petit-fils remplit toute sa vie. Son existence se déroule comme un long rituel, malgré les difficultés économiques de sa région et les ventes qui déclinent.  Elle se poursuivra ainsi en dépit d'un terrible événement.

## Fiche technique
- Titre : Le Vendeur
- Réalisation : Sébastien Pilote
- Scénario : Sébastien Pilote
- Directeur de la photographie : Michel La Veaux
- Montage : Michel Arcand
- Musique : Pierre Lapointe et Philippe Brault
- Direction artistique : Mario Hervieux
- Costumes : Sophie Lefebvre
- Son : Gilles Corbeil, Olivier Calvert et Stéphane Bergeron
- Producteurs : Bernadette Payeur et Marc Daigle
- Production : Association coopérative de productions audio-visuelles (ACPAV)
- Distribution : Les Films Séville
- Pays :  Canada ( Québec)
- Langues : français
- Genre : Drame
- Durée : 107 minutes
- Sortie : 
  -  États-Unis : 21 janvier 2011 (Première mondiale au Festival du film de Sundance 2011)
  -  Canada ( Québec) : 11 septembre 2011 (en salles)

## Distribution
- Gilbert Sicotte : Marcel Lévesque
- Jean-François Boudreau : François Paradis
- Nathalie Cavezzali : Maryse
- Jérémy Tessier : Antoine
- Jean-Robert Bourdage : un politicien (voix)
- Pierre Leblanc : Le directeur des ventes

## Distinctions
Le film figure dans la liste « Canada's Top Ten », les dix meilleurs longs-métrages canadiens de 2011, sélectionnés par un jury composé de dix experts de l'industrie du cinéma, coordonné par TIFF,.
Le film est sélectionné en compétition officielle au Festival de Sundance 2011.

### Récompenses
- Le Vendeur remporte le Prix FIPRESCI du Festival international du film de San Francisco[3].
- 14e soirée des prix Jutra : Meilleur acteur (Gilbert Sicotte)[4].

### Nominations
- 14e soirée des prix Jutra : Le Vendeur reçoit cinq nominations[5], incluant le Jutra du meilleur acteur remporté par Gilbert Sicotte.
  - Meilleur film
  - Meilleur scénario pour Sébastien Pilote
  - Meilleure musique originale pour Pierre Lapointe et Philippe Brault
  - Film s'étant le plus illustré à l'extérieur du Québec